# Società di Tiro Nazionale
La Società di Tiro Nazionale (anche conosciuta come Società dei Carabinieri Genovesi), fondata a Genova nel 1852, fu uno dei principali centri organizzativi del movimento mazziniano in Italia.
Suoi fondatori furono da Nicola Ardoino, Antonio Burlando, Antonio Mosto, Nino Bixio e Francesco Bartolomeo Savi.

## Antefatti
Pochi giorni dopo la disfatta alla battaglia di Novara del 23 marzo 1849, a Genova avvenne una insurrezione mazziniana, contro l'armistizio e il nuovo Re, appena successo a Carlo Alberto.
La ribellione venne repressa dopo un duro intervento dell'esercito, guidato dal La Marmora (Moti di Genova).
Già al principio del 1850, sciolto il parlamento "mazziniano" con il Proclama di Moncalieri ed eletta una Camera moderata, il Ministero d'Azeglio poteva permettere un abbassamento della tensione politica. I mazziniani potevano, quindi, riprendere fiato, fondando nuove società operaie. Nel decennio di preparazione, tra le due Guerre d'indipendenza, la parte democratica fondò una serie di associazioni a base popolare e borghese, che contribuirono a diffondere tra il popolo gli ideali risorgimentali.

## La fondazione
La società venne fondata nel 1852, ufficialmente volta a promuovere l'addestramento all'uso della carabina, presso i giovani genovesi. Il poligono di tiro si trovava accanto all'antico Lazzaretto di Genova, all'estuario del fiume Bisagno. Era un poligono rettangolare, stretto e lungo, protetto da alte mura. Le premiazioni delle gare della Società terminavano sempre con grida di Evviva destinati all'Italia, a Mazzini, alla Repubblica, ed i premi erano costituiti spesso da ritratti di Mazzini e Garibaldi. Queste manifestazioni erano in parte tollerate dalla politica cavouriana dove essa intendeva sfruttare anche lo slancio patriottico mazziniano repubblicano nel comune intento della formazione dell'Unità italiana. A stigmatizzare l'associazione come propagatrice di odio e terrorismo era la parte cattolica, peraltro contenuta nelle sue denunce dalla politica liberale assunta dal Regno di Sardegna. Nelle gare membri dell'associazione riuscivano sempre a distinguersi conquistando i primi premi.

## Attività ed evoluzione
L'associazione divenne subito uno dei principali centri di raccolta e di azione politica del movimento democratico e mazziniano e funzionò come centro di selezione e reclutamento dei volontari disposti a partecipare alle iniziative insurrezionali dei mazziniani.
Gli associati subirono un momento di repressione attorno al 1857-58, in conseguenza del mancato moto mazziniano del 29 giugno '57, mosso in concomitanza con la partenza della spedizione di Pisacane per il Regno di Napoli. Anche gli arrestati in quella situazione vennero comunque liberati con l'amnistia del '59 e poterono partecipare alla seconda guerra di indipendenza.
Dai soci di questa associazione si formò il gruppo dei carabinieri genovesi, che partecipò alla prima guerra d'Indipendenza italiana nelle operazioni in Lombardia, aggregati ai Cacciatori delle Alpi di Garibaldi, ed ancora fu il gruppo scelto nella spedizione dei Mille. Ne fecero parte i fratelli Rivalta (uno dei quali era lo scultore Augusto Rivalta), il Savi, i fratelli Mosto (Antonio e Carlo, il secondo morto nella battaglia di Calatafimi), i fratelli Finocchietti, i fratelli Pienovi, ecc. La loro arma per eccellenza era la carabina e grazie all'esperienza maturata nelle loro esercitazioni si distinsero in varie battaglie, sostenendo in pochi l'attacco di nemici molto più numerosi, come nella battaglia di San Fermo, dove una dozzina di carabinieri genovesi, comandata da Giovanni Chiassi, si rese protagonista di un'azione ardita: messi a presidio di una mulattiera secondaria, impegnarono un'intera colonna austriaca che tentava di aggirare lo schieramento garibaldino per prenderlo alle spalle, riuscendo a fermarla fino all'arrivo dei rinforzi.